# Хуопалахти

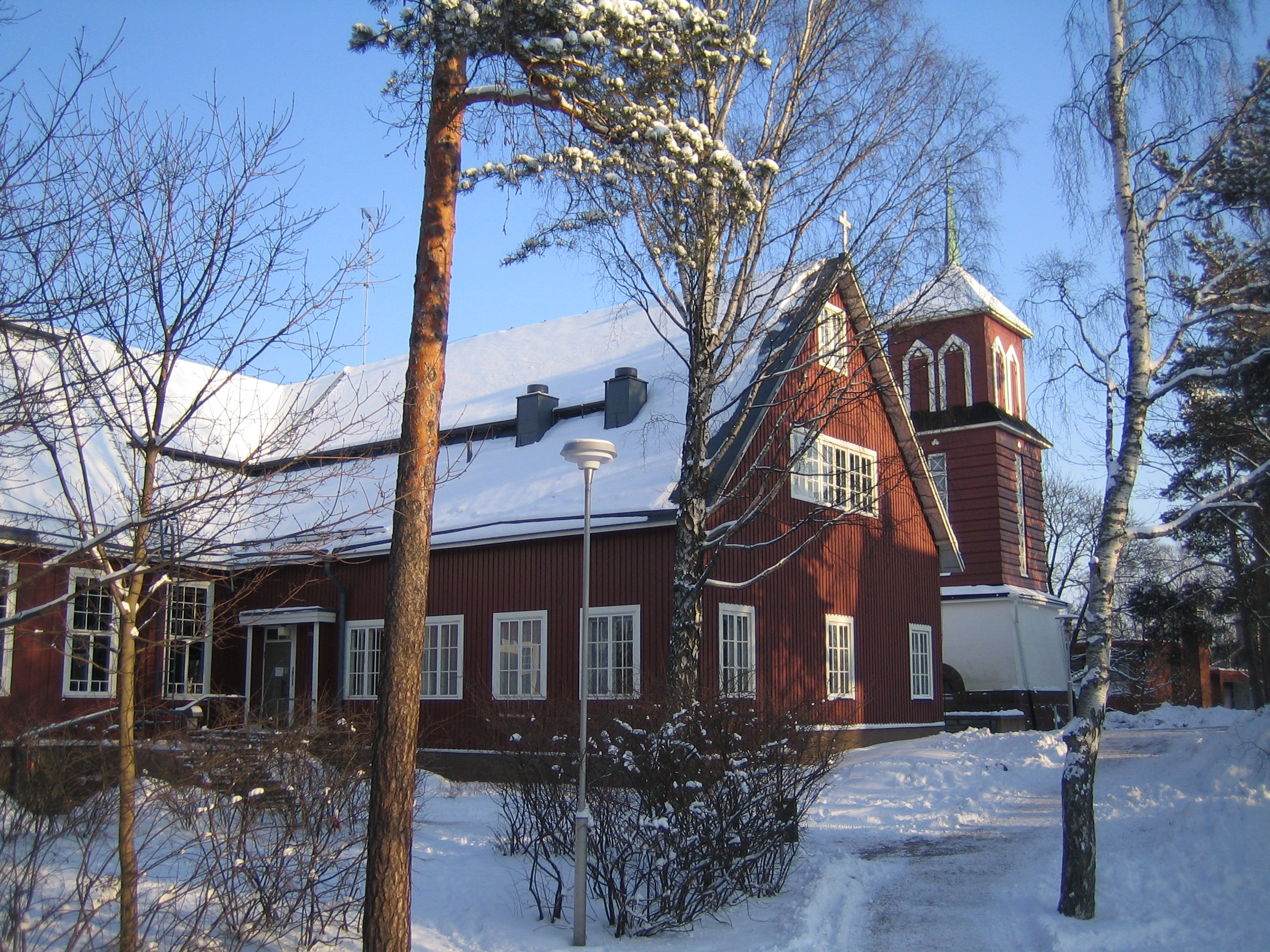
Церковь Хуопалахти в Хельсинки (Веспертие 12) названа в честь бывшей волости

Хуопалахти (фин. Huopalahti, швед. Hoplax) — бывшая финская волость, расположенная в Уусимаа в 1920—1945 годах. Волость была двуязычной.
Хуопалахти включала нынешний район Хельсинки Мунккиниеми и его окрестности, остров Лауттасаари и часть нынешнего района Хельсинки Похйоис-Пасила. Мунккиниеми и Лауттасаари были густонаселёнными. В состав прихода Хуопалахти, помимо Хуопалахти, входил городок Хаага, в котором располагалась приходская церковь. В Хуопалахти находилось Кадетское училище, которое осенью 1923 года было переведено в Мунккиниеми. В части Пасила, принадлежащей волости, были расположены обсерватория Илмала Центрального метеорологического института и радиостанция Yle. Волость Хуопалахти была отделена от Вантаа в 1920 году. Хаага стала отдельной волостью в 1923 году. Название муниципалитета произошло от заливов Исо-Хуопалахти и Пикку-Хуопалахти, между которыми находится Мунккиниеми. При большой региональной ассоциации Хельсинки (Helsingin suuri alueliitos) 1 января 1946 года Хуопалахти была упразднена как независимая волость вместе с другими небольшими соседними волостями и слилась с городом Хельсинки.